# Сан Кајетано, Бреча 16 кон Километро 1 Сур (Рио Браво)
Сан Кајетано, Бреча 16 кон Километро 1 Сур (шп. San Cayetano, Brecha 116 con Kilómetro 1 Sur) насеље је у Мексику у савезној држави Тамаулипас у општини Рио Браво. Насеље се налази на надморској висини од 20 м.

## Становништво
Према подацима из 2005. године у насељу је живело 6 становника.

### Хронологија
| Година       | 2000         | 2005 |
| ------------ | ------------ | ---- |
| Становништво | 35 (19 / 16) | 6    |

### Попис
| # | Индикатор                        | Вредност |
| - | -------------------------------- | -------- |
| 1 | Укупно појединачних домаћинстава | 2        |